# Léon Durand (militaire)
Pour les articles homonymes, voir Léon Durand et Durand.
Léon Charles Eugène Durand, né le 4 septembre 1846 à Gonesse et mort le 10 septembre 1925 à Corbeil, est un général français de la Première Guerre mondiale. Il est le premier président de l'Union nationale des combattants (UNC), de 1919 à 1923,,.

## Biographie

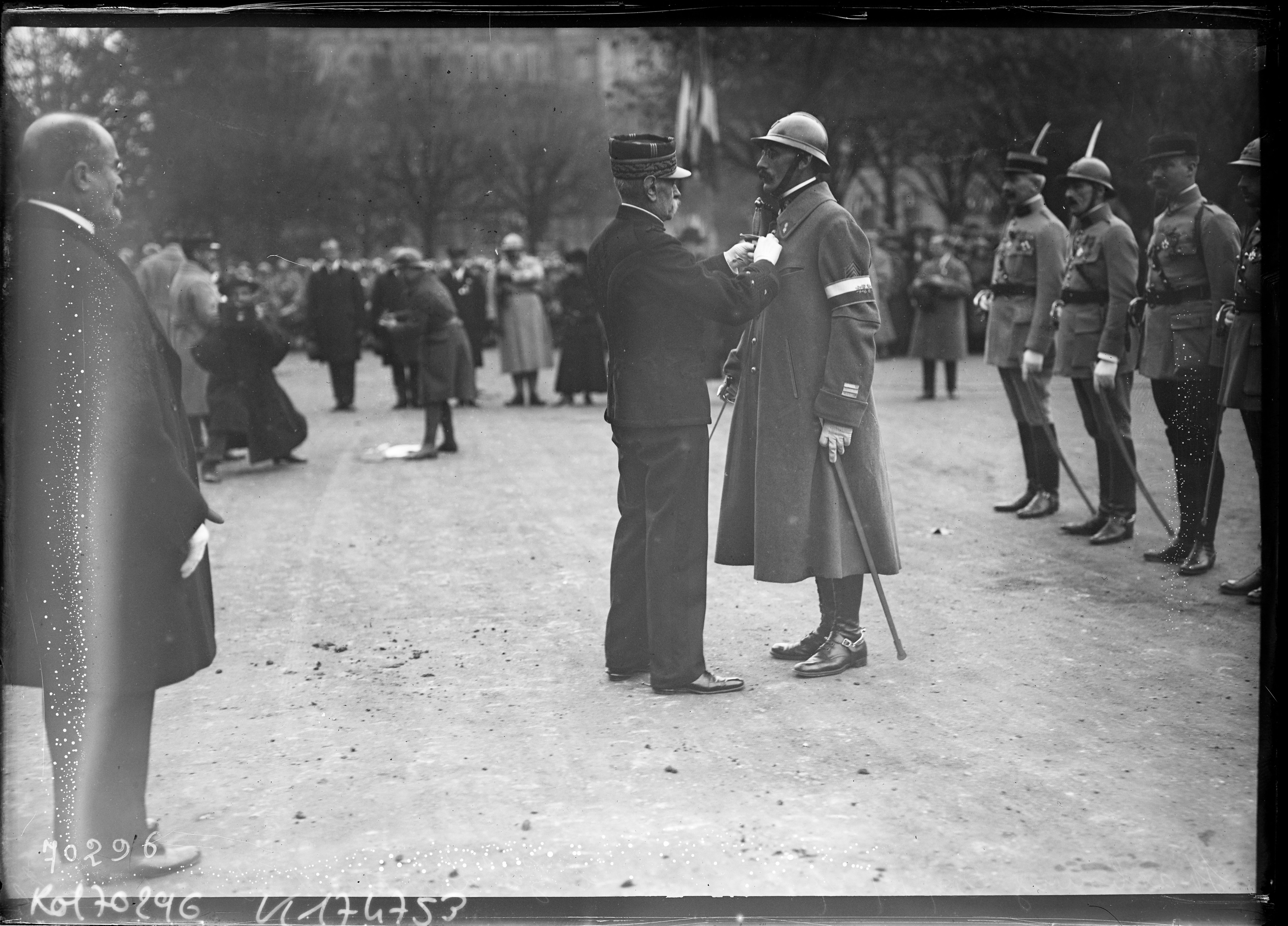
Le général Durand décore son fils Lucien, capitaine d’état-major, à Strasbourg le 20/11/1921.

Originaire de Gonesse, Léon Durand, orphelin de père, est élevé par son oncle qui avait épousé sa belle-sœur. Boursier au lycée Charlemagne, Léon Durand intègre la promotion 1866 de l'École spéciale militaire de Saint-Cyr. Lors de la Guerre franco-allemande de 1870, il est blessé à la bataille de Froeschwiller et fait prisonnier à Sedan. Libéré en 1871, il participe aux opérations contre la Commune de Paris.
Après sa sortie de l'École supérieure de guerre[réf. souhaitée], il dirige une mission militaire en Haïti en 1887 puis reçoit en 1888 le commandement du 6e bataillon de chasseurs à pied. Promu colonel en 1896, il commande le 23e régiment d'infanterie de 1897 à 1899. Il est promu général de brigade en 1900, de division en 1904 et prend le commandent du Ier corps d'armée en juillet 1907 puis du VIe corps en octobre de la même année[réf. souhaitée]. Il devient membre du conseil supérieur de la guerre en février 1910 et est promu grand officier de la Légion d'honneur en 1911. Il est admis dans les cadres de réserve en septembre 1911 mais reste placé à la tête de plusieurs divisions de réserve à Belfort. Au déclenchement de la Première Guerre mondiale, il commande le 2e groupe de divisions de réserve et joue un rôle décisif devant Nancy lors de la bataille du Grand-Couronné. En septembre 1914 il devient inspecteur des 9e, 10e et 11e régions militaires[réf. souhaitée].
En novembre 1918, le religieux Daniel Brottier demande au général Léon Durand qui vient de quitter le service actif d'être le premier président de l'Union nationale des combattants. Durand accepte la présidence de cette nouvelle association d'anciens combattants de la Première Guerre mondiale et propose la devise de l'UNC « Unis comme au front ». Il convoque l'assemblée constituante début 1919 et crée des sections locales dans toute la France[réf. souhaitée].
Au congrès de l'UNC en 1923, le général Durand renonce à la présidence de l'UNC pour des raisons de santé et devient président d'honneur. Il meurt le 10 septembre 1925, est inhumé au cimetière Montmartre à Paris. Dans le périodique national de l'UNC, La Voix du combattant, du 19 septembre 1925, il est qualifié de « Père de l'UNC »,.
Veuf remarié, il a eu deux enfants de son premier lit.

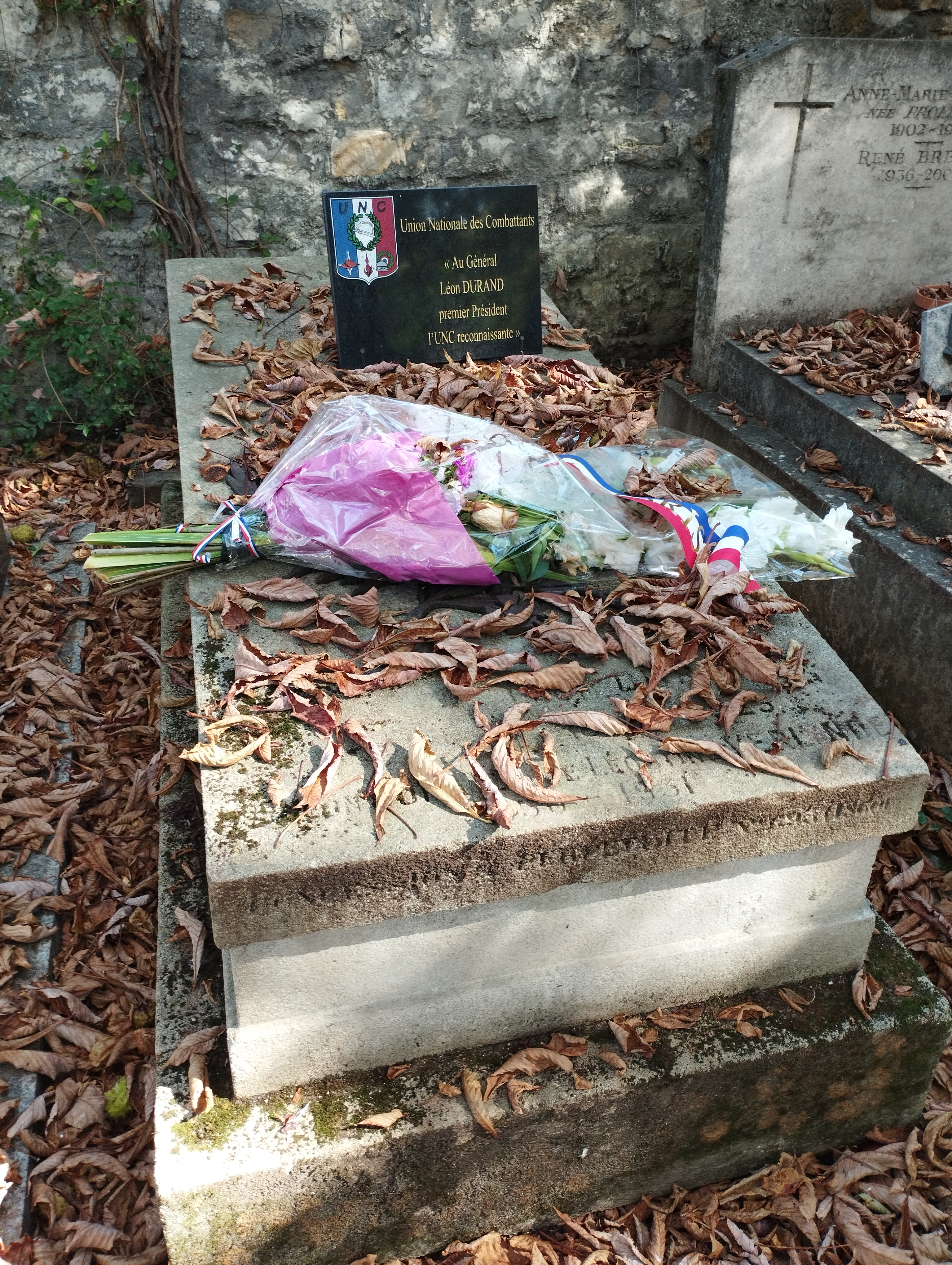
Tombe de Léon Durand au cimetière de Montmartre (division 4).

Il est inhumé au cimetière de Montmartre (division 4).